# Wang Zhenwei
Zhenwei Wang (chinesisch 王振威, Pinyin Wáng Zhènwēi; * 20. Oktober 1995) ist ein chinesischer Schauspieler und Kampfkünstler. Er ist bekannt für seine Rolle als Cheng im Film Karate Kid.

## Leben

### Kindheit
Zhenwei Wang ist das jüngste Kind von ChaoGuo. Seine Familie stammte ursprünglich aus Handan, Qiuxian, Hebei, China, aber sein Vater brachte ihn nach Peking, um für ihn eine bessere Bildung zu erhalten. Im Alter von viereinhalb, schickte ihn sein Vater auf die Pekinger Shenshahai/Peking Shichahai Amateur Sportschule, da er der Meinung seines Vaters nach schwach und kränklich war. Zhenwei war hoch konzentriert während des Übens. Nach Jahren harter Arbeit und Mühe, gewann Zhenwei großes Lob von der Wushu-Industrie mit seiner Entschlossenheit und festem Fundament für Kampfkünste. Zhenwei erhielt zahlreiche Auszeichnungen bei nationalen Wettbewerben in jungen Jahren. Nach einer Ausbildung in der Peking Shenshahai/Peking Shichaha-Amateursportschule für dreieinhalb Jahre, schickte ihn sein Vater auf das Haidian-Gymnasium und begann das Erlernen der nationalen Wushu-Routinen.

### Karate Kid
Im Juli 2009 begann die Suche nach Schauspielern für den Hollywood-Film Karate Kid. Für die Dreharbeiten suchten die Verantwortlichen einen Kampfkünstler im Kindesalter. Der stellvertretende Direktor des Filmteams und Jackie Chans Assistent veranstalteten Castings an mehreren Kampf-Kunst-Schulen in China. An der Beijing Film Academy nahmen zehntausend Ausgewählte am Vorspiel teil. Die Auswahl war sehr streng: Englisch fließend, Wushu-Fähigkeiten, Aussehen, Mimik, und selbst die Kontrolle über Ausdrücke wurden getestet. Nach einem schwierigen Auswahlverfahren konnte Zhenwei schließlich die Rolle des Cheng in Karate Kid erringen. 
Während der Dreharbeiten erlitt er eine Kopfverletzung, die vier Stiche erforderte. Bei der Jagd auf Dre Parker (gespielt von Jaden Smith) rutschte er aus und stieß sich den Kopf an einem Öl-Fass. Darüber hinaus erlitt er weitere geringfügige Verletzungen.

## Filmografie
- 2010: Karate Kid, Regie: Harald Zwart